# 14 Suwalski Pułk Przeciwpancerny

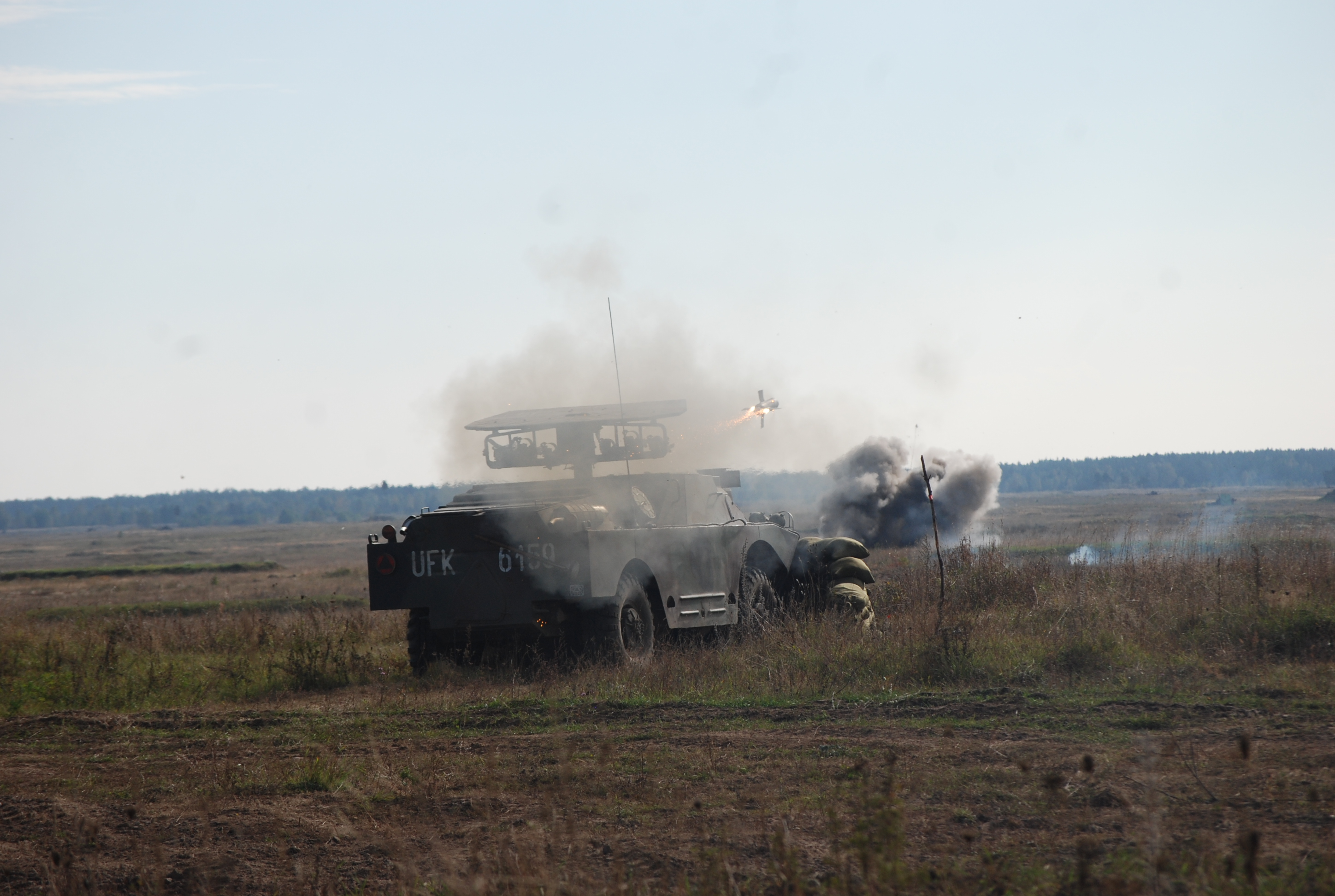
9P133 Malutka

14 Suwalski Pułk Artylerii Przeciwpancernej im. Józefa Piłsudskiego (14 pappanc) – oddział artylerii Wojska Polskiego.

## Formowanie i zmiany organizacyjne
W sierpniu 1951 roku sformowano w Kwidzynie 101 Pułk Artylerii Przeciwpancernej.
20 października 1957 roku Uchwałą Rady Państwa pułk otrzymał sztandar. Od 1967 roku pułk wszedł w skład 22 Brygady Artylerii Przeciwpancernej, która Rozkazem Ministra Obrony Narodowej Nr 25 z września tego roku została rozformowana, natomiast 101 Pułk został przemianowany na 14 Pułk Artylerii Przeciwpancernej i wszedł w podporządkowanie Dowódcy Pomorskiego Okręgu Wojskowego.
Wiosną 1994 roku pułk przedyslokowano z Kwidzyna do Suwałk. Tu pułk otrzymał nowy sztandar.
W lipcu 1999 roku pułk przeszedł ze struktur 15 Warmińsko-Mazurskiej Dywizji Zmechanizowanej w podporządkowanie 1 Warszawskiej Dywizji Zmechanizowanej.
W wyniku reorganizacji Sił Zbrojnych w październiku 2001 roku pułk przeszedł w podporządkowanie I Korpusu Zmechanizowanego w Bydgoszczy. Kolejna zmiana podległości nastąpiła w listopadzie 2003 roku, w wyniku której pułk został podporządkowany Dowódcy Wojsk Lądowych.
Od 11 stycznia 2007 roku do 31 grudnia 2010 roku pułk znajdował się w strukturach 16 Pomorskiej Dywizji Zmechanizowanej im. Króla Kazimierza Jagiellończyka.
14 Pułk Przeciwpancerny stacjonował w Garnizonie Suwałki. Swoje święto obchodził 10 września.
Rozkazem dowódcy 16 Dywizji Zmechanizowanej z 11 sierpnia 2010 roku pułk został przeformowany w 14 dywizjon artylerii przeciwpancernej. Dywizjon wszedł w skład 11 Mazurskiego Pułku Artylerii im. gen. Józefa Bema.
30 września 2019 roku doszło do formalnego przekształcenia suwalskiego dywizjonu w 14 Pułk Artylerii Przeciwpancernej im. Marszałka Józefa Piłsudskiego. Rozkazem Ministra Obrony Narodowej wyłączono 14 Suwalski dywizjon artylerii przeciwpancernej ze składu węgorzewskiego pułku, przekształcono go w 14 Suwalski pułk artylerii przeciwpancernej i podporządkowano Dowódcy Rodzajów Sił Zbrojnych.
Zgodnie z Rozkazem Dowódcy Generalnego Rodzajów Sił Zbrojnych z 30 sierpnia 2019 z dniem 1 października 2019 14 Suwalski pułk przeciwpancerny rozpoczął działalność w strukturach Dowództwa Generalnego Rodzajów Sił Zbrojnych, a Decyzją 89/MON Ministra Obrony Narodowej z 30 czerwca 2020 przyjął imię Marszałka Józefa Piłsudskiego oraz wyróżniającą nazwę „Suwalski”.

## Uzbrojenie
W 2019
- Samobieżne wyrzutnie pocisków przeciwpancernych 9P133 Malutka na podwoziu BRDM-2[5].

## Tradycje jednostki
Decyzją Ministra Obrony Narodowej Nr 52 z 22 lutego 2011 roku 14 dywizjon artylerii przeciwpancernej przejął dziedzictwo tradycji:
- 4 dywizjonu artylerii konnej (1919–1939)
- 101 pułku artylerii przeciwpancernej (1951–1967)
- 121 pułku artylerii lekkiej (1951–1956)
- 80 dywizjonu artylerii przeciwpancernej (1964–1994)
- 14 pułku artylerii przeciwpancernej (1967–2010)

Przejął też:
- sztandar rozformowanego 14 pułku artylerii przeciwpancernej;
- wyróżniającą nazwę „Suwalski”;
- imię Marszałka Józefa Piłsudskiego;
- pamiątkową i oznakę rozpoznawczą 14 pułku artylerii przeciwpancernej

Decyzją nr 89/MON z 30 czerwca 2020 14 pułk przeciwpancerny przejął tradycje:
- 4 dywizjonu artylerii konnej (1919-1939),
- 101 pułku artylerii przeciwpancernej (1951-1967),
- 121 pułku artylerii lekkiej (1951-1956),
- 80 dywizjonu artylerii przeciwpancernej (1964-1994),
- 14 pułku artylerii przeciwpancernej (1967-2010),
- 14 suwalskiego dywizjonu artylerii przeciwpancernej (2011-2019);

Przyjął też wyróżniającą nazwę „Suwalski” i  otrzymał imię Marszałka Józefa Piłsudskiego.

## Dowódcy jednostki
- płk dypl. Józef Głowala (1994–1997)
- płk dypl. Ryszard Bańkowski (1997–2007)
- płk dypl. Mieczysław Bartman (2007–2008)
- płk dypl. Ryszard Bańkowski (2008–2010)
- ppłk dypl. Waldemar Siedlecki (24.09.2010–6.03.2017)
- ppłk Mariusz Cisek (6.03.2017–29.05.2017)
- mjr Krzysztof Świderski (29.05.2017–11.07.2017)[8]
- ppłk Krzysztof Świderski (od 11.07.2017)[9]